# Высокоскоростные железные дороги в Таиланде
«Высокоскоростные железные дороги в Таиланде» описывают реализацию высокоскоростной железнодорожной сети в Таиланде, предложенное тайским парламентом.

## История
В октябре 2010 года тайский парламент одобрил начальные предложения по строительству высокоскоростной железнодорожной сети. В планах было создание пяти линий, способных выдерживать поезда скорость 250 км/ч, расходящихся от Бангкока.
В марте 2013 года министр транспорта объявил о том, что только одна компания будет выбрана для управления всеми высокоскоростными линиями, запуск которых был запланирован на 2018—2019 года. Тендер на первый 86-километровый участок от Бангсы до Аюттхаи должен был быть разыгран в конце 2013 года, однако политический кризис, длившийся семь месяцев и повлёкший за собой роспуск парламента, а также отменённые выборы 2014 года, закончившиеся военным переворотом в мае 2014 года. В июле того же года новая военная хунта отложила все планы на строительство железных дорог до того времени, когда установится гражданское правительство.
После военного переворота в мае 2014 года и занятия генералом Праютом Чан-Очей поста премьер-министра, он предложил соединить Бангкок высокоскоростной железной дорогой с двумя популярными курортными городами, Паттайей и Хуахином. Министерство транспорта, ранее проводившее исследования об обоих маршрутах предположили, что линия Бангкок — Паттайя протяженностью в 194 км пройдёт через провинцию Чаченгсау, провинцию Чонбури и Паттайю, заканчиваясь в провинции Районг. Стоимость строительства была оценена в 152 миллиарда бат with an economic внутренней нормой доходности (ВНД) в 13 %. Строительство должно продолжаться 54 месяца. Протяженность линии до Хуахина была рассчитана в 209 км, стоимость — в 98 миллиардов бат, а ВНД — в 8,1 %. Министерство заключило, что эти железные дороги будут малоинтересны инвесторам из-за большой суммы вложений и низкой нормы доходности. Четыре высокоскоростные железные дороги были включены в планы 2017 финансового года.

## Предложенные высокоскоростные железнодорожные линии
| Номер | Высокоскоростной коридор                    | Маршрут                                                                                                   | Максимальная скорость | Протяженность | Сеть                               | Стоимость                | Предполагаемый запуск | Статус               |
| ----- | ------------------------------------------- | --- | --------------------- | ------------- | ---------------------------------- | ------------------------ | --------------------- | -------------------- |
| 1     | Северовосточная высокоскоростная ЖД, этап 1 | Бангсы-Донмыанг-Аюттхая-Сарабури-Пакчонг-Накхонратчасима                                                  | 250 км/ч              | 250,77 км     | Китай                              | 179 412.21 миллионов бат | 2025                  | Строительство        |
| 2     | Восточная высокоскоростная ЖД, этап 1       | Аэропорт Дон Муанг-Бангсы-Маккасан-аэропорт Суварнабхуми-Чаченгсау-Чонбури-Сирача-Паттайя-аэропорт Утапао | 250 км/ч              | 220 км        | Государственно-частное партнёрство | 224 544 миллионов бат    | 2025                  | Подготовка местности |
| 3     | Северовосточная высокоскоростная ЖД, этап 2 | Накхонратчасима-Буаяй-Банпхай-Кхонкэн-Удонтхани-Нонгкхай                                                  | 250 км/ч              | 356,01 км     | Китай                              | 226 340 миллионов бат    | 2027                  | Планирование         |
| 4     | Восточная высокоскоростная ЖД], этап 2      | Аэропорт Утапао-Районг-Чантхабури-Трат                                                                    | 250 км/ч              | 190 км        | Государственно-частное партнёрство | 159 111 миллионов бат    | 2028                  | Планирование         |
| 5     | Северная высокоскоростная ЖД, этап 1        | Бангсы-Донмыанг-Аюттхая-Лопбури-Накхонсаван-Пхичит-Пхитсанулок                                            | 300 км/ч              | 380 км        | Япония                             | 212 892 миллионов бат    | 2025                  | Планирование         |
| 6     | Южная высокоскоростная ЖД, этап 1           | Бангсы-Накхонпатхом-Ратчабури-Пхетчабури-Хуахин                                                           | 300 км/ч              | 211 км        | Государственно-частное партнёрство | 100 125 миллионов бат    | 2027-2029             | Планирование         |
| 7     | Северная высокоскоростная ЖД, этап 2        | Пхитсанулок-Сукхотхай-Си-Сатчаналай-Лампанг-Лампхун-Чиангмай                                              | 300 км/ч              | 288 км        | Япония                             | 232 411 миллионов бат    | 2029                  | Планирование         |
| 8     | Южная высокоскоростная ЖД, этап 2           | Хуахин-Прачуапкхирикхан-Чумпхон-Сураттхани-Накхонситхаммарат-Пхаттхалунг-Хатъяй-Паданг Бесар              | 300 км/ч              | 759 км        | Государственно-частное партнёрство | 432 329 миллионов бат    | 2037                  | Планирование         |

### Северовосточная высокоскоростная железная дорога: Бангкок — Накхонратчасима — Нонгкхай (тайско-китайский проект)

Строительство тайско-китайской высокоскоростной железной дороги, Кхонкэн, 16 мая 2017

В ноябре 2014 года Таиланд и Китай подписали соглашение о строительстве тайского сегмента международной железной дороги из Куньмина, Китай к Сиамскому заливу. В ноябре 2015 года обе стороны согласовали разделение работы: китайская сторона проводит технико-экономическое обоснование, разработку системы, строительство туннелей и мостов, и прокладку путей, когда тайская сторона проводит исследования о влиянии на окружающую среду, экспроприирует землю для строительства, обеспечивает железную дорогу и её структуры энергией и строительными материалами.
После завершения строительства Китай будет управлять системой первые три года эксплуатации, с третьего по седьмой год обе стороны будут управлять совместно, а потом всё управление перейдёт Таиланду с Китаем в качестве поддержки: китайская сторона будет тренировать тайский персонал по управлению и поддержке системы.
В проекте прокладываются двойные пути со стандартной колеёй. На территории Таиланда пути расходятся в районе Кэнгкхой провинции Сарабури. Один путь соединяет Кэнгкхой и Бангкок, другой — Кэнгкхой и Маптапхут в провинции Районг. Из Кэнгкхоя пути идут на север в Накхонратчасиму и дальше в провинцию Нонгкхай. Строительство разделено на четыре фрагмента: Бангкок — Кэнгкхой, Маптапхут — Кэнгкхой, Кэнгкхой — Накхонратчасима и Накхонратчасима — Нонгкхай.
Строительство тайского 873-километрового участка железной дороги началось в декабре 2017 года и первый участок должен быть завершен к 2023 году. Он соединится с 417-километровым участком от Вьентьяна до северной лаосской границы и 520-километровым участком от лаосской границы до Куньмина.

### Восточная высокоскоростная железная дорога: Донмыанг — Суварнабхуми — Утапао
Высокоскоростная железная дорога к восточному побережью была впервые предложена в 1996 году, но на протяжении десятилетия прогресса не было. В 2009 году правительство запросило у Офиса транспорта и планирования план по созданию высокоскоростной железнодорожной сети в Таиланде, которая включает линию до Районга. Маршрут был закончен перед выборами 2011 года с обещанием начать строительство в следующем году, если правительство переизберётся, но оно проиграло на выборах. После этого новое правительство пересмотрело все планы и Государственные железные дороги Таиланда (SRT) заявили, что тендер будет разыгран в начале 2014 года. После государственного переворота в мае 2014 года военное правительство отложило все планы. В начале 2016 года правительство подтвердило работу с маршрутом восточной линии и предложили её продление до аэропорта Дон Муанг, таким образом связывая три аэропорта: Дон Муанг, Суварнабхуми и Утапао.
В 2017 году Министерство транспорта и SRT согласились в том, что продление до Дон Муанга включит в себя долго откладываемое продление Airport Rail Link от станции Маккасан до Дон Муанга. В октябре 2017 года офис Восточного Экономического коридора подвела итоги всех планов по постройке восточной высокоскоростной железной дороги, связывающей аэропорт Дон Муанг, Бангсы, Маккасан, аэропорт Суварнабхуми, Чонбури, Сирачу, Паттайю, аэропорт Утапао и Районг. В начале 2018 фрагмент до Районга был отменён из-за беспокойств по поводу безопасности и окружающей среды.
SRT объявила о том, что первые тендеры будут разыграны в мае 2018 с четырёхмесячным периодом торга. Стоимость проекта была оценена более чем в 200 миллиардов бат, из которых тайское правительство выделило 123 миллиарда и ещё 90 миллиардов ожидаются от инвесторов.
Две организации соперничали над контрактом: BTS Group и консорциум, состоящий из Italian-Thai Development, China Railway Construction Corporation, CH. Karnchang, и Bangkok Expressway and Metro и управляемый группой Charoen Pokphand (CP), который выиграл проект со ставкой в 224 миллиарда бат в декабре 2018 года. До 16 октября 2019 года консорциум отказывался подписать контракт, объясняя это проблемами экспроприации земли и запросом о разделении рисков проекта государством. Переговоры были ещё больше усложнены отставкой целого совета SRT. 16 октября 2019 года репортаж сообщил о том, что CP планирует подписать контракт 25 октября. Танит Сорат, вице-председатель Конфедерации работодателей тайской торговли и промышленности, сообщил о том, что задержки в подписании контракта «…не навредят проекту, потому что правительство выполнит проект гладко.» Проект был одобрен в октябре 2019 года как государственно-частное партнёрство между тайским правительством и Charoen Pokphand/China Railway Construction Corporation. Активы вернутся государству через 50 лет.

### Северная высокоскоростная железная дорога: Бангкок — Пхитсанулок — Чиангмай (тайско-японский проект)
Япония обеспечит высокоскоростную связь между Бангкоком и Чиангмаем с помощью технологий Синкансэн. Первый этап свяжет Бангкок и Пхитсанулок. Стоимость этого этапа оценена в 280 миллиардов бат. Для этого участка запланированы 7 станций: Бангсы, Дон Муанг, Аюттхая, Лопбури, Накхонсаван, Пхичит и Пхитсанулок. Чтобы снизить стоимость проекта, тайские власти предложили снизить число станций, но Japan International Cooperation Agency (JICA) отклонила это предложение из-за того, что это противоречит изначальной цели проекта. Этот участок должен был быть представлен тайскому правительству для финансового одобренияв августе 2018 года.
После заключения соглашения в 2015 году тайское правительство официально попросило финансовой и технической помощи для строительства железной дороги у японского правительства в конце 2016 года. В технико-экономическом обосновании JICA была установлена стоимость в 420 миллиардов бат.
JICA в том же технико-экономическом обосновании сообщили, что если поезда пойдут, как было запланировано, они понесут убытки. Исследование JICA сообщает о пассажиропотоке только в 10 000 пассажиров в день, в то время как изначально планировалось перевозить 30 000 пассажиров в день. Однако чтобы перевозки приносили прибыль, необходимо перевозить 50 000 пассажиров в день.
В сентябре 2019 год тайское правительство объявило о том, что проект северной высокоскоростной железной дороги может быть отменён из-за того, что инвесторы отказались вкладываться. Стоимость 670-километровой линии оценивается в 400 миллиардов бат. Япония отказалась от инвестиций из-за низкого пассажиропотока.

### Южная высокоскоростная железная дорога: Бангкок — Хуахин
Эта 211-километровая линия должна связать Бангкок и Хуахин. В 2016 году стоимость её строительства была оценена в 152 миллиарда бат.